# Selenaria minor
Selenaria minor är en mossdjursart som beskrevs av Maplestone 1911. Selenaria minor ingår i släktet Selenaria och familjen Selenariidae. Inga underarter finns listade i Catalogue of Life.